# Vilassar de Mar
Vilassar de Mar (em catalão e oficialmente) ou Vilasar de Mar (em castelhano) é um município da Espanha, na comarca do Maresme, província de Barcelona, comunidade autónoma da Catalunha. Tem 4 km² de área e em 2021 tinha 20 936 habitantes (densidade: 5 234 hab./km²).